# Lijst van granmans van de Kwinti

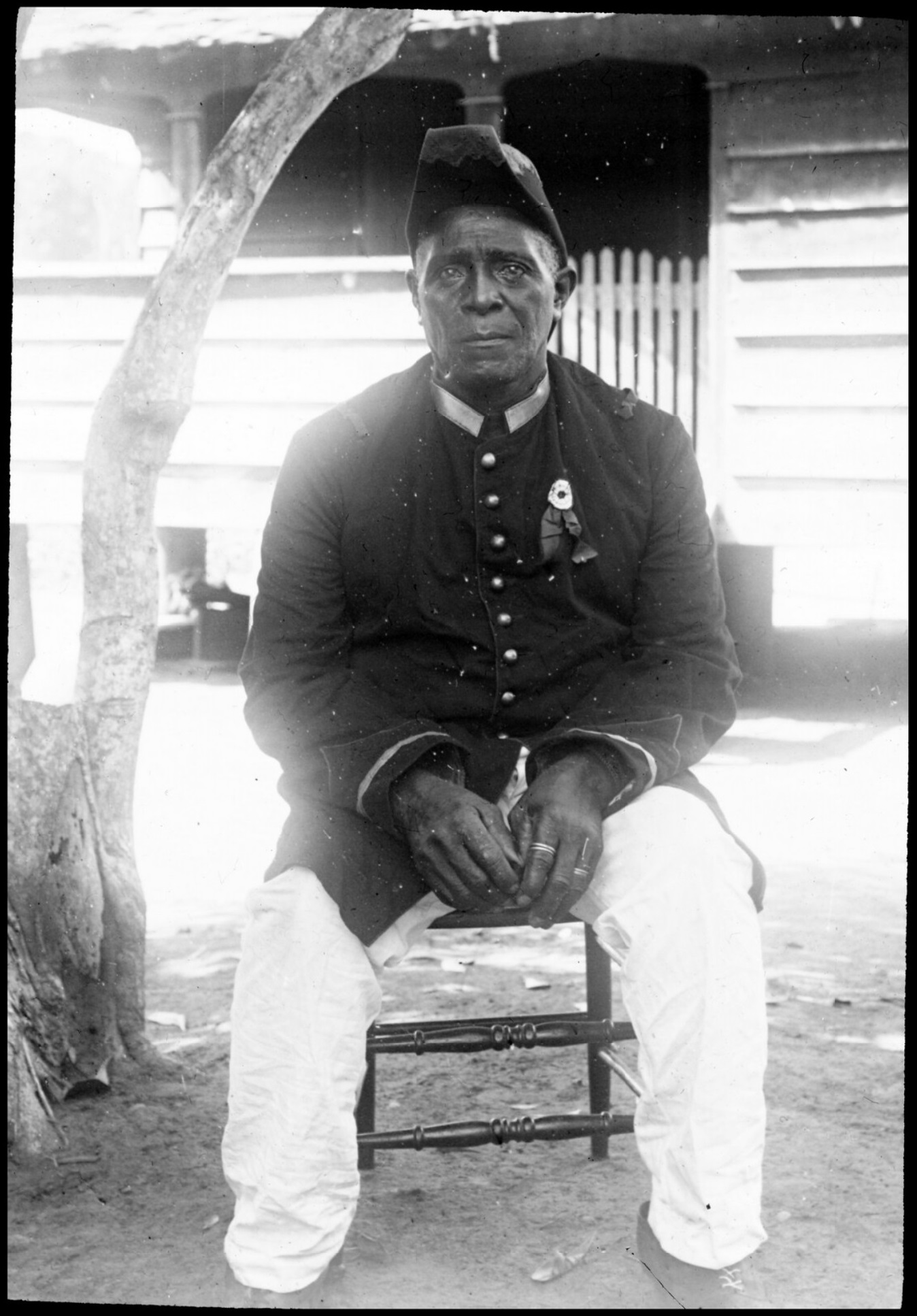
Opperkapitein Alamoe, gefotografeerd tijdens de Coppename-expeditie van 1901.

Dit is een lijst van granmans van de Kwinti, een van de marronstammen in Suriname. Voor de regering in Paramaribo was André Mathias de eerste die formeel werd geïnstalleerd als granman,

## Lijst
| Nr | Granman        | Periode        |
| -- | -------------- | -------------- |
| 1  | Bokkoe         | ? - circa 1765 |
| 2  | Kofi           | rond 1766-1827 |
| 3  | Alamoe         | 1887-?         |
| 4  | Marcus Mentor  | 1913-1926      |
| 5  | Paulus Paka    | 1928-1936      |
| 6  | Johannes Afiti | 1937-1977      |
| 7  | Matheus Marcus | 1978-1999      |
| 8  | André Mathias  | 2002-2018      |
| 9  | Remon Clemens  | 2020-heden     |

Trio/Wayana (lijst) · 
Aluku (lijst) · 
Aukaners (lijst) · 
Kwinti (lijst) · 
Matawai (lijst) · 
Paramaccaners (lijst) · 
Saramaccaners (lijst)
politiek in Suriname · granman · kapitein · basja